# Phép đặt tay

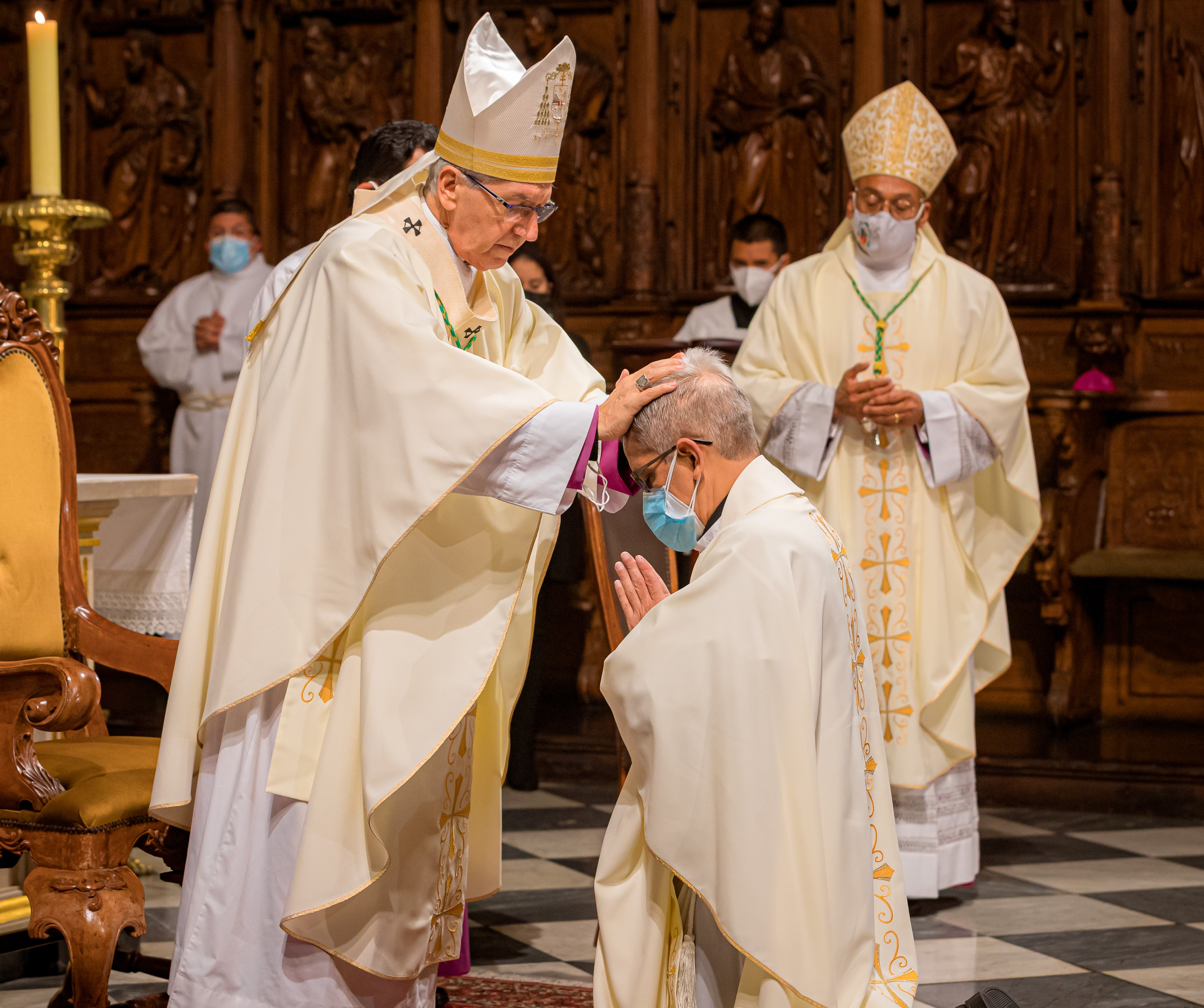
Phép đặt tay trong một nghi lễ Cơ Đốc giáo

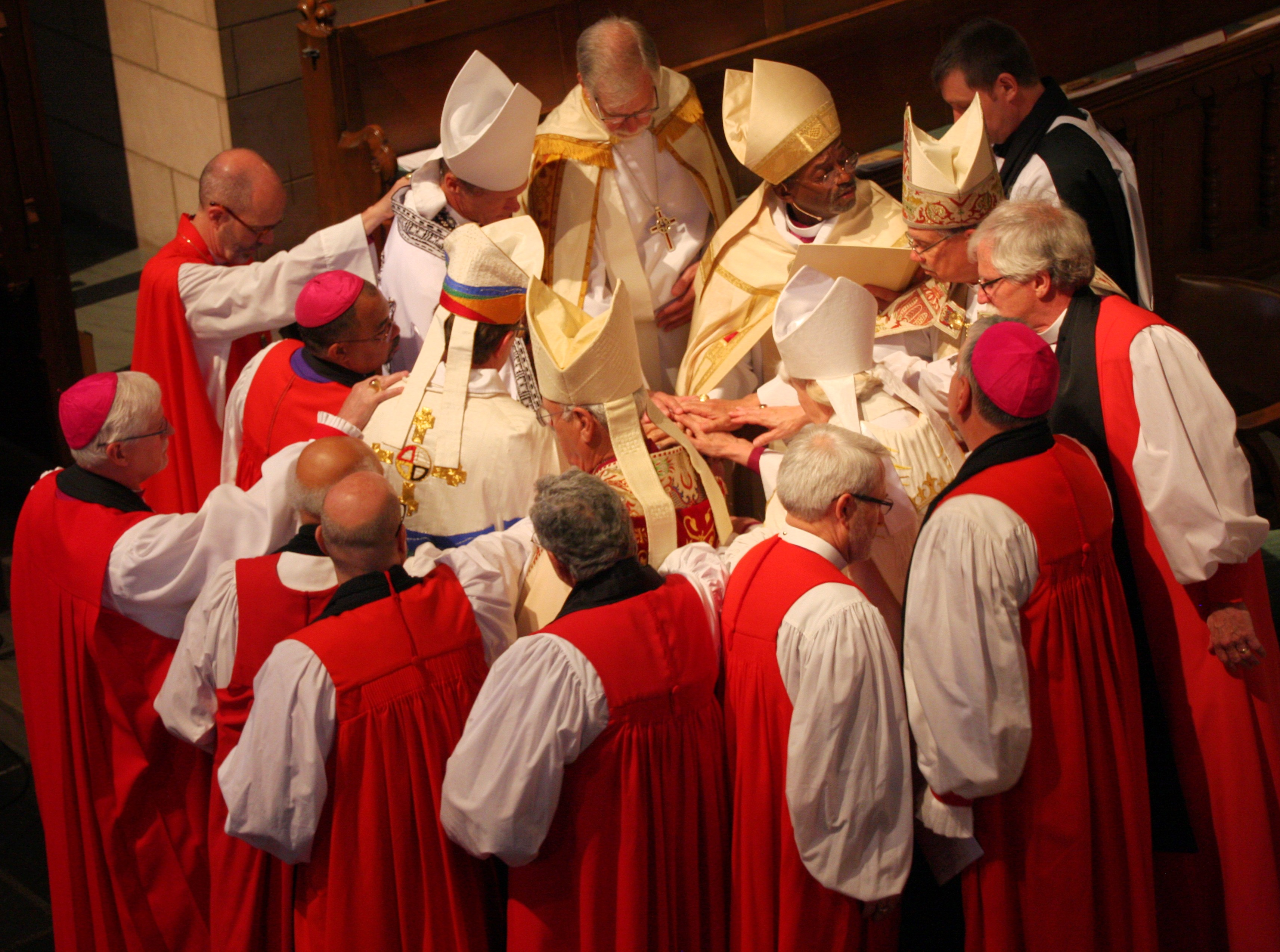
Nghi thức phép đặt tay

Phép đặt tay (tiếng Anh: Laying on of hands hay chirotony, tiếng Do Thái là סמיכה/Semikhah) là một thực hành tôn giáo trong Do Thái giáo và Cơ Đốc giáo đi kèm với việc ban phước lành hoặc chỉ dấu về quyền hạn, nghi thức trừ tà. Trong Giáo hội Công giáo thì Phép đặt tay được sử dụng như một phương pháp tượng trưng và chính thức để cầu khẩn Chúa Thánh Thần chủ yếu trong các lễ rửa tội và các lễ xác nhận, lễ chữa bệnh, phước lành, và phong chức của linh mục, trưởng lão, phó tế, và các quan chức nhà thờ khác, cùng với nhiều loại của bí tích nhà thờ khác và các nghi lễ thánh. Một tập tục đặt tay tương tự cũng được sử dụng trong các nghi lễ tôn giáo Navajo. Phép đặt tay cũng có thể ám chỉ đến việc đặt tay lên con vật hiến tế (lễ tạ tội) của một người, trước khi nó bị giết thịt.
Phép đặt tay là một hành động được nhắc đến nhiều lần trong Kinh thánh tiếng Do Thái để đi kèm với việc ban phước lành hoặc quyền hạn. Moses sắc phong cho Joshua qua lễ Semikhah—tức là bằng cách đặt tay. Kinh thánh cho biết thêm rằng Giô-suê nhờ đó được "tràn đầy thần khí khôn ngoan". Môi-se cũng tấn phong 70 trưởng lão. Các trưởng lão sau đó đã tấn phong những người kế vị của họ theo cách này. Những người kế vị của họ lần lượt phong chức cho những người khác. Chuỗi thực hành semikhah này tiếp tục trong suốt thời gian của Ngôi đền thứ hai cho đến một thời điểm không xác định. Nhiều nhà chức trách thời trung cổ tin rằng điều này xảy ra dưới triều đại của Hillel II vào khoảng năm 360 Tây lịch. Tuy nhiên, nó dường như đã tiếp tục ít nhất cho đến năm 425 Tây lịch khi Theodosius II đàn áp Tổ phụ và Sanhedrin.
Trong Tân Ước phép đặt tay có liên quan đến việc nhận Chúa Thánh Thần. Ban đầu Sứ đồ đặt tay trên những tín đồ mới cũng như những người đã tin theo đạo. Tân Ước cũng liên hệ đến phép đặt tay với việc trao quyền hoặc chỉ định một người vào một vị trí trách nhiệm. Phép đặt tay cho chuyện phong chức các quan chức nhà thờ vẫn tiếp tục trong nhiều nhánh của Cơ đốc giáo. Nghi lễ Đặt tay là một phần của sự xác nhận của Anh giáo, phép xức dầu và các nghi thức khác của các văn phòng phụng vụ và mục vụ. Sự tự đánh giá trong lễ xác nhận yêu cầu giám mục chỉ đặt một tay, tượng trưng rằng có ít thẩm quyền thuộc linh hơn một sứ đồ đặt cả hai tay. Trong Giáo hội Công giáo La Mã, tục lệ này vẫn tiếp tục và vẫn được sử dụng trong nhiều nghi lễ khác nhau của nhà thờ, chẳng hạn như trong bí tích xác nhận. Trong Cơ đốc giáo truyền giáo, việc đặt tay diễn ra cho mục vụ phong chức.